# Wietmarschen
Wietmarschener en kommune (Einheitsgemeinde) i Landkreis Grafschaft Bentheim i den tyske delstat Niedersachsen.

## Geografi
Wietmarschen ligger omkring 13 km vest for Lingen, og 10 km nordøst for Nordhorn. Det højeste punkt i kommunen er Rupingberg i Lohne på 50 moh. hvorpå der står et udsigtstårn.

### Inddeling
Den er inddelt i Wietmarschen, Füchtenfeld, Schwartenpohl, Lohnerbruch, Nordlohne og Lohne hvor Lohne er den største, og hjemsted for rådhuset, selv om Wietmarschen , der er næststørst, lægger navn til kommunen.